# Committee Bay (Südgeorgien)
Die Committee Bay ist ein buchtähnliches Gewässer vor der Nordküste Südgeorgiens. In der Bay of Isles wird die Bucht durch die im Halbkreis angeordneten Inseln Crescent Island, Invisible Island, die Hogs Mouth Rocks und Albatross Island begrenzt. Ihre nach Nordwesten ausgerichtete Einfahrt befindet sich zwischen Crescent Island und Albatross Island.
Der US-amerikanische Ornithologe Robert Cushman Murphy kartierte sie als Erster bei seinem Besuch Südgeorgiens (1912–1913) an Bord der Brigg Daisy. Wissenschaftler der britischen Discovery Investigations nahmen zwischen 1929 und 1930 Vermessungen vor und benannten die Bucht nach dem Ausschuss, der diese Forschungskampagne unterstützte.